# ドラえもんのひみつ道具 (て)
ドラえもんのひみつ道具 (て) では、藤子・F・不二雄の漫画『ドラえもん』、『大長編ドラえもん』(VOL.1〜17)、藤子・F・不二雄のその他の著作に登場するひみつ道具のうち、読みが「て」で始まるものを列挙する。

## デカチンキ
デカチンキは、「デカチンキ」（てんとう虫コミックススペシャル『ドラえもん カラー作品集』3巻に収録）に登場する。
インク瓶のような入れ物に入ったチンキ。塗った物を大きく見せる。ただし大きくなったように見えるだけで実際の大きさは変わらない。30分経つと効果が消える。また、水で洗い流すことで即座に効果を消すこともできる。

## テキオー灯
テキオー灯（テキオーとう）は、『ドラえもん のび太の海底鬼岩城』、『ドラえもん のび太と竜の騎士』（雑誌連載時のみ）、『ドラえもん のび太と雲の王国』（大長編のみ）、『ドラえもん のび太とブリキの迷宮』、『ドラえもん のび太のねじ巻き都市冒険記』などに登場する。
22世紀の未来において宇宙の様々な天体に進出した人類が、大気・温度・重力などが地球と著しく異なる環境で活動するために開発された。
この道具から照射される光を体に浴びることで、高水圧の深海だろうと、宇宙空間だろうと、特別な装備なしでも地上と全く変わりなく活動できる。酸素のないところでも呼吸ができ、潜水服も宇宙服も必要とせず、暗い深海でも昼間のように明るく見える。映画『のび太の海底鬼岩城』の作中では、のび太達の疑問に対しドラえもんが「水中バギーの急加速や高速移動による身体への負担もテキオー灯のお陰で平気」と述べている。
他にもドラえもんの道具では、水中で呼吸するための「エラ・チューブ」、宇宙で活動するための「食用宇宙服」などがあるが、光を浴びるだけでどんな環境でも活動できるこのテキオー灯は、その系統の道具の中でも究極と言える。ただしテキオー灯の効果は24時間しか持続せず、残り時間が少しになると徐々に効果が薄れていく。効果時間が残り少なくなって、生存にこの道具が不可欠な環境にいる場合、徐々に体調を崩していく描写がある。また『のび太の海底鬼岩城』に登場した鬼岩城の存在するバミューダトライアングルのバリアには効力が及ばない。
『のび太の海底鬼岩城』で登場したムー連邦の海底人たちも独自に開発したテキオー灯を所持しており、時折地上の人間の様子を観察するために使用している（地上の人間とは逆に、海底人はそのままでは地上で生きられない）。
原作者によると『のび太の海底鬼岩城』以前から海底の物語を構想していたが、暗黒で高水圧という苛酷な世界はなかなか描く気になれず、この環境で地上同様の明るく楽しい冒険を描きたい、という発想がテキオー灯のヒントになったという。
ただし作品によっては、上述した「24時間有効」という設定が無視されている場合がある。例としてテレビアニメ第2作第1期「3分間カップ旅行」（1996年9月20日放送、DVD『ドラえもん コレクション・スペシャル 夏の4』に収録）では、数十分～数時間程度で効果が消失する設定になっており、スペースカップに入ったジャイアンとスネ夫は星から離れてしまった為、3分経っても現実世界に戻る事が出来ず、宇宙空間で彷徨っているうちにテキオー灯の効果が薄れていった（のび太のアイディアで別の世界に移動して難を逃れた）。
『ザ・ドラえもんズ スペシャル ロボット養成学校編』収録「文明ほうかいをとめろ！」では、金属を溶かす細菌が世界中に蔓延してしまった為、ドラえもんズを含むロボット達はテキオー灯を使って細菌の影響を受けないようにしていた。

## 手品に使うハンカチ
手品に使うハンカチ（てじなにつかうハンカチ）は、「たねのないてじな」（『小学校三年生』1971年5月号掲載、単行本未収録）に登場する。
見た目は普通のハンカチだが、使用者が心の中で念じて使用すると、ハンカチから念じたものが出てくる。しかし、実際は別の場所にあるものを取り替えたり、出した物の分のお金が減るという仕掛けになっている。
作中では、しずかの服がテレビに映っている女の子の服と入れ替わる、スネ夫が動物園の猿と入れ替わる、1000円分のお菓子を出したら財布の中から1000円分なくなったという出来事が起こった。

## 手品ふろしき
手品ふろしき（てじなふろしき）は、「手品ふろしき」（ぴっかぴかコミックス17巻に収録）に登場する。
名前を呼ぶだけで何でも出すことのできる風呂敷。品物のみならず、人間でも出すことができ、さらに風呂敷の所持者以外の言葉にも反応してしまう。
作中ではのび太がこの道具で仲間に手品を披露しているところへ、ドラえもんがのび太の名前を呼んだため、風呂敷からもう1人ののび太が現れてしまった。更には、のび太がドラえもんの名前を呼んだことで、風呂敷からもう1人のドラえもんが現れてしまった。

## 手作り雲セット
手作り雲セット（てづくりくもセット）は、「手作りの雲は楽しいね」（てんとう虫コミックス39巻に収録）に登場する。
思いのままの手作り雲を作る道具のセット。まず針金のような「雲のしん」を好きな形に折り曲げ、雲の形を作る。次に缶入り丸薬状の「雲の素」を、綿菓子機のような「雲作りマシン」に入れる。すると雲がわき出し、それで芯をくるむことで好きな形の雲が作れる。手作り雲は本物の雲のように空に浮かぶ上、上に人が乗って遊ぶこともできる。
通常は本物の雲と同様に外向きの弧形が集まった輪郭になるが、スネ夫が嫌がらせに飛ばして来たラジコン飛行機をドラえもんが捕まえ、それに恐竜型の雲を取り付けた際には滑らかな輪郭になっていた。
テレビアニメ第2作第1期「手づくり雲セット」（「手作りの雲は楽しいね」のアニメ化作品。1985年11月29日放送、ビデオソフト未収録）では、「雲の素」のバリエーションとして「かみなり雲の素」が登場する。これで作った雲は灰色になり、先端から電撃を発射することができる。

## 手投げミサイル
手投げミサイル（てなげミサイル）は、『ドラえもん のび太と夢幻三剣士』に登場する。
手で投げる小型ミサイル。必ず標的に命中させることができる。
作中の夢世界で竜との戦いに使おうとドラえもんが出した。だが西洋ファンタジー風の夢世界のムードが台無しになることをのび太が怒り、実際には使用されなかったため、原作漫画における威力の程は不明。
『ドラえもん最新ひみつ道具大事典』では、実際に使用する場面が描かれている。逃走中の泥棒に対してドラえもんが「手投げミサイル」を投げたところ、最初は泥棒がミサイルを上手くかわし続けていたが、最終的には命中して黒焦げになってしまった（その様子を見ていた警察官に対し、ドラえもんは「どれだけよけても、かならず当たる！」と述べている）。

## 手にとり望遠鏡
手にとり望遠鏡（てにとりぼうえんきょう）は、「手にとり望遠鏡」（てんとう虫コミックス13巻に収録）に登場する。
望遠鏡型の道具。覗いた対象物に手を伸ばすと、それを取ることができる。木などの使用者の力で動かせない物体をつかんだ場合は、つかんだ者が向こうに瞬間移動する。ただし作中最後についのび太が手を伸ばしてしまった星は、のび太の部屋を埋め尽くすほどの大きさであったのにも関わらず、こちら側に引き寄せる事ができていた。

## 出入りかがみ
出入りかがみ（ではいりかがみ）は、「出入りかがみ」（てんとう虫コミックススペシャル『ドラえもん カラー作品集』2巻に収録）に登場する。
鏡の中の世界に入ることができる道具。鏡の中では生物の姿は見えない。「入りこみ鏡」と形状や性能が似ているが、こちらは鏡の中での行動が現実世界に反映される。また、現実世界で動いているものは鏡の中の世界でも動いている点で「入りこみミラーII」とも異なっている。

## 手ばり
手ばり（てばり）は、「勉強べやの釣り堀」（てんとう虫コミックス12巻に収録））、「おざしき水族館」（てんとう虫コミックス第23巻に収録）、「水たまりのピラルク」（てんとう虫コミックス第34巻に収録）に登場する。
釣針の代わりとして釣竿に取り付けて使用する道具。針ではなく手の形をし、自動的に水中の魚を探し当ててつかみ取る。
食いつかせるのではなくつかみ取るという関係上、他の人が食いつかせた魚をつかんで引っ張り合いになってしまうことがあるのが欠点。
なお、学習シリーズドラえもんのかん字じてんステップ1での表記は「手バリ」。

## デビルカード
デビルカードは、「デビルカード」（てんとう虫コミックス22巻に収録）に登場する。
「悪魔ット」で呼び出した悪魔（声 - 不明（1981.6）→宇垣秀成（2006.9）→ 大西健晴（2022.5）よりのび太が入手した道具。
このカードを1回振るごとに300円が出てくる。しかし、1回振り出すごとに身長が1ミリメートル縮む。身長は、使った日の夜12時にその日に使った分だけまとめて縮む。つまり10回振って3000円出すと、身長は1センチメートル縮む。所有者以外の人物でもカードを使って金を出す事はできるが、その場合でも身長が縮むのは使用者ではなく所有者になる。
出した金を後から返済して、身長が縮むのを待ってもらうことはできない（悪魔に交渉したが断られた。縮む前に返済して取り消す、既に縮んだ分を後から買い戻すといったことが可能かは不明）。
自分の身長を越える金額（150センチメートルの人ならば45万円以上）を出すと身体は消滅することになるが、事前に「ビッグライト」などの道具を使って拡大しておけば消滅を防ぐことができる。
悪魔からもらったカードのため、厳密にはドラえもんが持つひみつ道具ではない。
このカードの様に“身長を対価に金銭を得る”架空の道具には、日本民話の「宝の下駄」がある。ただし、宝の下駄は使った本人が縮むのに対し、デビルカードは誰が使っても契約した人が縮むという点が異なる。

## 手ぶくろ電話
手ぶくろ電話（てぶくろでんわ）は、「電話のおばけ」（てんとう虫コミックス9巻に収録）に登場する。
電話をかけられるモジュラージャックのついた黒色の手袋。
使用法
1. あらかじめ自分側の受話器のモジュラーを外し、代わりにこの手袋のモジュラーを装着しておく。
2. 次にこの手袋をはめ、その状態で相手に電話をかける。
3. 手袋をはめた手を動かすと、相手側の受話器もその通りに動く。

作中ではいたずら電話の仕返しに使ったが、結局その行動もいたずら電話の様なもの（しかも相手を殴ったりつねったりの暴力的行動）であり、いたずらや悪質行為以外の使用法があるのか不明。

## 手ぶくろパラシュートお子さま用
手ぶくろパラシュートお子さま用（てぶくろパラシュートおこさまよう）は、「高層マンション脱出大作戦」（『小学三年生』1990年1月号に掲載、単行本未収録）に登場。
手袋型の道具。これをはめて高所から飛び降りると、手袋の甲から小さなパラシュートが広がり、安全に着地できる。
作中でドラえもん、のび太、マナブが使用した際、マナブのみ本来より速く落下してしまい、役に立たなかった。ドラえもん曰く、マナブの体重が標準の子供以上なのが問題とのこと。

## 出前電話
出前電話（でまえでんわ）は、「出前電話」（てんとう虫コミックス19巻に収録）、「広〜い宇宙で海水浴」（同29巻に収録）、『ドラえもん のび太の大魔境』に登場する。
何でも出前で取り寄せることのできる電話機。出前や配達のサービスを行なっていない店の商品でも、この電話機のある場所まで出前で持ってきてもらうことができる。また、店頭非売品も注文可能。例えば作中ではのび太がポストの出前を頼んだところ、道端のポストのそばにいた通行人が突然ポストを運びたくなり、野比家まで運んできた。また、劇中では出前してもらった商品の代金等を請求される描写はない。
物品だけでなく、誰かに会いたいときは人間の出前も可能で、呼ばれた相手は拒むこともできずに電話した相手のもとへ飛んで行く。
「どこでもドア」を併用すれば、通常は無理な場所からの注文も可能。「広〜い宇宙で海水浴」では、地球上の店から人工の星まで出前させている。
『のび太の大魔境』でも、アフリカ探検中にて昼食に使用しようとした。原作で、日本のラーメン屋がアフリカまで出前にやって来ることをドラえもんが想像するシーンがあるが、実際にはジャイアンから「探検ムードをぶち壊す」という理由で猛反対され、電話は使用されなかった。

## デラックスライト
デラックスライトは、「デラックスライト」（てんとう虫コミックス16巻に収録）、『ドラえもん のび太の宇宙開拓史』（映画のみ）に登場する。
3本の発光部をもつ、懐中電灯型の道具。これが発する光を浴びたものは、高級で豪華なものに変化する。物体でも生物でも効果がある（例：ゼンマイ式のおもちゃの車→スーパーカーのラジコン、普段着→よそ行きのドレス、雑種犬→プードル、手作りの人形→フランス製ドール）。変化したものを元に戻す機能もあるようだが、明確に描かれる場面はない（セリフで「じゃ、もどすよ」と語られるのみ）。
『のび太の宇宙開拓史』では「イメージ灯」、「もどりライト」、「月光とう」と共に登場したが、ドラえもんがただ間違えて出しただけだった。
テレビアニメ第2作第1期「カウンセリングノート」（2003年5月2日放送、ビデオソフト未収録）では新型が登場した。ただし、故障している物に浴びせても故障までは直らず、壊れたままグレードが上がる。
似た機能を持つ道具に、テレビアニメ第2作第1期「ゴージャスライト」（2005年2月4日放送、ビデオソフト未収録）に登場する「ゴージャスライト」がある。
「ドラえもんのひみつ道具クイズ」では、これでグレードアップしたものを「自動質屋機」や「自動買いとり機」にかけた場合、価値はライトを当てる前の元の状態で判定されるという設定になっている。作中で帰りの電車賃を喪失したのび太が、電車賃捻出方法として持ち物をデラックスライトでグレードアップさせ、それを自動質屋機に入れるという方法がとられたが、「元が安物」としてグレードアップ前相応の金額にしかならなかった（ただし原作漫画には、このような設定及び描写は存在しない）。

## テルテルコート
テルテルコートは、「ドラえもんがいなくてもだいじょうぶ!?」（てんとう虫コミックス『ドラえもんプラス』3巻に収録）に登場する。
てるてる坊主のような姿の、上半身をすっぽり包むコート。雨天時に着用すると、コートが雨を吸引し、空が晴れ上がる。ただしコートの中は土砂降りになり、着用者はずぶ濡れになってしまう。人形に着せてもこの効果があるかは不明。
作中で登場したものはドラえもんの道具ではなく、未来デパートから送付された試供品である。

## テレテレホン
テレテレホンは、「テレテレホン」（てんとう虫コミックス『ドラえもんプラス』4巻に収録）に登場する。
家庭用テレビに取り付けると電話として使用できる道具。ただ電話をかけるだけではなく、テレビ画面に電話を受けている相手の姿が映り（相手側からは見られない）、一種のテレビ電話として使用できる。電話の着信にも対応している他、テレビ画面に映った通話の様子をテレテレホンでビデオに録画することもできる。

## テレパしい
テレパしいは、「テレパしい」（てんとう虫コミックス18巻に収録）に登場する。
椎（しい）の実を象った食品。これを食べるとテレパシーを使えるようになる。クルミにハチミツをかけたような味らしい。
ただし、テレパシーを使えるといっても、自分の思考が相手に伝わるだけで、相手の思考を読み取ることはできない。また、相手に伝えたいことだけでなく、相手に知られては都合の悪い心の本音まで無差別に伝わってしまい、相手を怒らせてしまうという問題点がある。
書籍「続・ドラえもん全百科」のクイズでは、周りに多勢の人間がいても、食べた者の意思により特定の1人にだけ伝える事ができるとしている。
ザ・ドラえもんズ作品では連絡用道具として登場しており、『ザ・ドラえもんズスペシャル』では「指定した相手以外にはテレパシーが伝わらない」「遠く離れた場所にいる相手にも思考を伝えることが可能」「数時間で効果が切れる」「動物が食べると、思っている事が人語となって伝わる」という設定になっている。
藤子のSF短編漫画「テレパ椎」にも同名の実が登場するが、そちらは身に着けていると近くの人間の思考が読めるという代物。

## テレパスロボット
テレパスロボットは、「テレパスロボット」（藤子不二雄ランド14巻、小学館コロコロ文庫『ドラえもん ロボット編』に収録）に登場する。
重病人が身の周りの世話をさせるためのロボット。使用者が頭にアンテナをつけておくと、手を使わずとも、考えるだけで何でも用事をこなす。
ただし、使用者の希望しない余計なことを手伝ったり（トイレへ行きたくなると代わりに済ませようとする、無理にトイレの手伝いをしようとするなど）、ちょっとした思いつきでも動いてしまうなど、融通の利かない所がある。作中では、この道具を使用して自身の怠け癖を反省したのび太が「一度ひどい目にあった方がいい」と考えた所、ロボットを使ったいたずらで被害を受けた仕返しにのび太を殴ろうと怒っているジャイアンとスネ夫のいる方向へ、ロボットがのび太を押して行った。
これと似たタイプのシステムとして、大長編『のび太とブリキの迷宮』には、発明ロボットのナポギストラー博士が発明した、人間の思考を直接ロボットに伝達して人間の望んでいるように動かすイメージコントロール（通称イメコン）が登場する（登場人物曰く『これで人間は指一本動かさずに暮らせる』）。ただし、これは人間を道具に依存させ無力化してロボットが人間を支配するようにしようというナポギストラーの陰謀の一環であった。

## テレビ局セット
テレビ局セット（テレビきょくセット）は、「のび太放送協会」（ぴっかぴかコミックス13巻に収録）に登場する。
テレビ局を開き、番組を放映することのできる道具。テレビカメラと「チャンネルわりこみスイッチ」、視聴率メーターで構成される。スイッチを市販のテレビに貼り付けると、カメラで捉えた映像がそのテレビ画面に映るようになる。スイッチはたくさんあり、あちこちの人にスイッチを配ってテレビに付けてもらえば、その人たちみんなに自作番組を見せることができる。視聴率メーターは、その番組の視聴率をリアルタイムで確認可能。
2024年10月19日放送の「骨川スネ夫テレビ」では、さらに、舞台セットの代わりとして立体映写機が貸し出されたが、これがあくまで舞台の代わりとして追加で貸し出されたものなのか、セット内に含まれるのかは不明（ドラえもんの口ぶりから前者のように受け取れる）。

## テレビ塔
テレビ塔（テレビとう）は、「テレビ局をはじめたよ」（てんとう虫コミックス第11巻に収録）に登場する。
テレビに出てみたいのび太のためにドラミが出した道具。テレビ塔を象った形をしている。
普通のテレビに乗せることによって、そのテレビがテレビカメラと放送局になる。放送範囲内（町内から日本中まで調整可能）の他のテレビは、チャンネルを変えてもスイッチを切っても、テレビカメラになったテレビに映っているものを映し続ける。
作中ではこの道具の名称が呼ばれない。「ドラミちゃん出演漫画リスト」（『ドラえもん百科』2巻に収録）では名称を「ミニテレビとう」としているが、『スーパー・メカノ＝サイエンス ドラえもん道具カタログ』（中央公論新社、1986年2月1日発行）では藤子・F・不二雄監修の元、この道具の名称を「テレビ塔」としている。テレビアニメ第2作第2期「テレビ局をはじめたよ」の2012年2月24日放送回では「インスタントテレビ局」（野比家のテレビは薄型テレビ化していたのでテレビの上ではなく前に置き、吸盤の様な端子でつないでいた）という名称になっており、2018年6月22日放送回では「ミニテレビ局」という名称になっている。

## テレビとりもち
テレビとりもちは、「テレビとりもち」（てんとう虫コミックス26巻に収録）に登場する。
とりもち型の道具。テレビ画面の中に挿入することができ、画面上に登場している品物や人物を取り出すことができる。ただし逆にテレビの中へ引き込まれることもある。

## テレビドア
テレビドアは、「ウルトラワン」（『小学一年生』1970年9月号に掲載、単行本未収録）、「テレビからお客様」（ぴっかぴかコミックススペシャル『カラー版ドラえもん』に収録）に登場する。
家庭用テレビの画面に取り付け可能な観音扉。取り付けて扉を開くと、テレビ画面に映っているものを取り出すことができる。実在の人物(例えばアイドルや俳優)や品物はもちろんのこと、特撮番組のヒーローや怪獣といった、空想上の物も実体として取り出すことができる。
道具の正式名称は不明。『ドラえもん最新ひみつ道具大事典』では「テレビドア」とされている。てんとう虫コミックス6巻収録「ドラえもん百科 すばらしい道具のいろいろ」では「テレビにかぶせると中のものがでてくるドア」と呼ばれ紹介されている。
同様にテレビの中の物を取り出す道具に「テレビとりもち」がある。

## 天気決定表
天気決定表（てんきけっていひょう）は、「天気決定表」（てんとう虫コミックス12巻に収録）に登場する。
その名のとおり、天気を好きなように決めることのできる道具。帳面状の道具で、日付と時刻の並んだ予定表に天気図のマークを書き入れると、実際の天気もそのとおりになる。
本来は未来の気象庁が使う道具。ドラえもんによれば未来では天候は気象庁が決めるもので、農作物の状態・経済動向などの様々な社会情勢と照らし合わせながら厳密に決定しているという。この決定表の表紙にも「気象庁専用」と書かれているが、なぜドラえもんが持っているのかは不明。

## 天球儀
天球儀（てんきゅうぎ）は、「あべこべ惑星」（てんとう虫コミックス17巻に収録）に登場する。
実在の天球儀と同様に天球を模した球体が、模型ではなく実際に球形内部の空間に星々が浮かんでいる。スイッチ操作で星座の位置を矢印で表示させたり、「天体けんび鏡」で観察したりと、室内にいながらにして本物さながらの天体観察が楽しめる。
天球儀内の星々は、ミクロコピー技術によって各星を本物そっくりに再現してある。しかも生物の住んでいる星には、その生物を模した極超ミニロボットが置いてあり、専用の宇宙船で小さくなって天球儀に飛び込めば、宇宙探検さながらにその星へ行くことができる。

## デンコーセッカ
デンコーセッカは、「デンコーセッカ」（ぴっかぴかコミックス6巻に収録）、『2112年 ドラえもん誕生』に登場する。
瓶入りの薬剤。服用すると電光石火の速さで動き回ることができる。両手を広げて竹とんぼのように回転すれば、空を飛ぶこともできる。ドラえもんによると値段が高いらしく、ガブガブ飲まれるのは不快だという。
映画『2112年 ドラえもん誕生』では、ドラえもんが「元気の素」と間違えて飲んでしまい、ものすごいスピードで走り回った（ドラミ曰く「一度動いたら薬の効果が切れるまで止まらない」とのこと）。しかし、セワシを誘拐した犯罪者の乗り物に衝突したと同時に薬の効果が切れ、セワシを救出し、犯罪者の逮捕に貢献した。

## 天才ヘルメット
天才ヘルメット（てんさいヘルメット）は、『ドラえもん のび太の宇宙小戦争』に登場する。
機械の改造のためにかぶるヘルメット。かぶると、どんな改造をすればいいかをヘルメットが自動的に考えるため、どんな改造でも可能。作中では、スネ夫のラジコン戦車を実戦用に改造するために「技術手袋」と併せて使用した。

## でん子ずのうつきボールペン
でん子ずのうつきボールペン（でんしずのうつきボールペン）は、「のび太が強くなる」（藤子不二雄ランドスペシャル『藤子不二雄ランドひみつ500大探検 PartII』に収録）に登場する。
「コンピューターペンシル」同様、電子頭脳搭載で自動的に宿題などを済ませてくれるボールペン。ただしコンピューターペンシルと異なり、ペン自体に脚のようなものが備わっており、手で持たなくてもペン自体がひとりでに字を書いてくれる。

## 電車ごっこロープ
電車ごっこロープ（でんしゃごっこロープ）は、『ドラえもん のび太の大魔境』に登場する。
わっかのロープと先頭にヘッドマークを模した板がある。大長編では特に何も記述されていないが、映画版では板に「特急」と記述されている。
このロープで電車ごっこをすると、実在の電車と同程度の速さで走ることができる。作品中では雪山を安全に越えるためにザイルの代わりとして使用した。
以下のようなバリエーションもある。
- リニアモーターカーごっこ（『ドラえもん のび太の日本誕生』）
- 豪華バスツアー（テレビアニメ第2作第1期「ツアーロボット」〈2003年10月4日放送、ビデオ『ドラえもん テレビ版スペシャル特大号』冬の巻6に収録〉。最新式の道具とされる）

## 伝書バット
伝書バット（でんしょバット）は、『ドラえもん のび太の創世日記』に登場する。
伝書鳩のように家へ帰ることのできる道具。伝書バトの洒落で、外観は羽の生えたバット。手でつかむと、バットがその者を家の方向へと引っ張るので、そのままつかまって歩いていれば家にたどり着く。

## でんしょひこうき
でんしょひこうきは、「でんしょひこうき」（てんとう虫コミックス『ドラえもんプラス』4巻に収録）に登場する。
長方形の紙に黒い豆粒のような「鼻」が付いており、これで紙飛行機を折ると先端に「鼻」が付いている形となる。この鼻に人の匂いをおぼえさせ、飛行機の上に物を乗せて飛ばすと、伝書鳩のようにおつかいをさせることができる。紙飛行機とはいえ、手に持てる程度の重さのものなら運ぶことができる。とはいえやはり紙飛行機なので、野球のボールが当たったりするとあっけなく墜落してしまう。
オプションとしてスピーカーを取り付けることができ、マイクを使ってスピーカーから声を出すこともできる。

## 電送ポンプ
電送ポンプ（でんそうポンプ）は、「広〜い宇宙で海水浴」（てんとう虫コミックス29巻に収録）に登場する。
遠くにある物体を電送し、ポンプで吸い上げるように手元へ取り寄せる道具。作中では、地球上にある海水と砂と空気を大気圏外まで吸い上げ、砂浜と海に覆われた小さな衛星を作り上げた。

## 天体けんび鏡
天体けんび鏡（てんたいけんびきょう）は、「あべこべ惑星」（てんとう虫コミックス17巻に収録）に登場する。
「天球儀」を観察する道具。顕微鏡で小さなものを覗くように天球儀に当てることで、天球儀の中の星々を実際の宇宙の星と同様に見ることができる。倍率を上げれば、惑星上の陸地の形をも観察することができる。
原作では小さな接眼レンズで同時に1人しか観察できないが、テレビアニメ第2作第2期「あべこべ惑星」（2020年7月4日放送）では、ノートを開いた位の大きさの画像パネルで2人以上同時に観察できるとされている。

## 天地逆転オイル
天地逆転オイル（てんちぎゃくてんオイル）は、『ドラえもん のび太と竜の騎士』に登場する。
このオイルを浴びた人や物は、重力方向が上下180度逆転して天に向かって落下してゆき、さらに空中で重力方向が元に戻って地面に叩きつけられる。
大長編では両手で抱えるサイズだが、映画では片手で持てるサイズ。

## デンデンハウス
デンデンハウスは、「デンデンハウスは気楽だな」（てんとう虫コミックス9巻に収録）、「ネコが会社を作ったよ」（てんとう虫コミックス15巻収録）に登場する。
カタツムリの殻の形をした道具で、おしりにくっつけて使う。装着するとまず装着者が中に引き込まれ、以後は顔だけから上半身までなど、自由に身体を出したり引っ込んだりできる。
可愛げのある見た目とは裏腹に性能は抜群で、爆弾が爆発しても絶対に破壊不可能で完璧なシェルターとしての役目も果たす。また声も中には聞こえない。のび太がそれを逆手にとって母の玉子やジャイアンとスネ夫に付き纏い挑発したこともあった。また、のび太が家出した時にドラえもんが帰らないように済むと言って出したこともある。
原作の上記2話では、ハウス内の場面は具体的に描写されていない。ひみつ道具の事典では、ハウス内は圧縮空間になっており、ベッドやエアコンなども付いているため快適に過ごすことができると説明されている。

## テントアパート
テントアパートは、『ドラえもん のび太の海底鬼岩城』に登場する。
海底生活用の大型テント。普段は目測30センチメートル程度だが、ボンベでガスを送ると膨れ上がって巨大なテントとなる。中央広間を囲んで6つの個室があり、それぞれに机、ベッドなどホテル並みの設備が整っている。ただし水中生活であるため、浴室はない。
個室にはそれぞれトイレがあるが、水中生活で排泄すると周囲に汚物が散乱してしまうことから、ドアで密閉した後にポンプで海水を排出した後に用を足すという特徴的な仕組みになっている。
食事のために「海底クッキングマシーン」も内蔵。プランクトンを原料にして多様な料理を作り出す。いわゆるコピー食品だが、外観や味は本物そっくりで、グルメのスネ夫も舌鼓を打つほど。料理だけでなく、バーベキューなどに備えて人造肉、松茸づくしなどの生の食材を作ることもできる。
ドラえもんによれば深海の高水圧に耐えるほど頑丈な外装を持つ（ちょっとやそっとの力なら破れない）が、作中では巨大イカによって穴開けにされてしまった（その後、テントは修復されているが、どのような方法で修復したかは明らかにされていない）。
設営場所は、2泊3日のキャンプではハワイ沖の海底山脈だったが、アトランティスへの潜入に伴いホーン岬沖に移転した。

## 天ばつムチ
天ばつムチ（てんばつムチ）は、「のび太の調教師」（てんとう虫コミックス27巻に収録）に登場する。
調教用の鞭。誰かが悪さをしたときに鞭を地面に打ち鳴らすと、悪さの度合いに見合った罰が偶発的にその者にくだる。たとえばジャイアンがスネ夫の顔を殴ったときに鞭をならせば、近くで大工が運んでいた木材がジャイアンの顔に当たって同じ痛みを受けるといった具合。これを何度も繰り返すことで、その者が悪さをしないように調教する。
ただし調教が成功するかどうかは道具の性質上、当人の意識に依存しているため、効果は調教する者の物覚えの良さによって差がある。なお、のび太はジャイアンを調教しようと、他人のボールをジャイアンにぶつけており、鞭を打ち鳴らした際、ボールの持ち主を追い回していたジャイアンに罰がくだったが、ボールをぶつけたのび太には何故か罰がくだらなかった。